# Believe (álbum de Disturbed)
Believe é o segundo álbum de estúdio da banda Disturbed, lançado em 2002.
O disco estreou-se na Billboard 200 no n.º 1.
| Críticas profissionais                                                      | Críticas profissionais |
| Avaliações da crítica                                                       | Avaliações da crítica  |
| Fonte                                                                       | Avaliação              |
| --------------------------------------------------------------------------- | ---------------------- |
| allmusic                                                                    | [ 2 ]                  |
| Esta tabela precisa de ser acompanhada por texto em prosa. Consulte o guia. |                        |

## Faixas
1. "Prayer" - 3:40
2. "Liberate" - 3:30
3. "Awaken" - 4:29
4. "Believe" - 4:28
5. "Remember" - 4:11
6. "Intoxication" - 3:14
7. "Rise" - 3:57
8. "Mistress" - 3:47
9. "Breathe" - 4:21
10. "Bound" - 3:53
11. "Devour" - 3:53
12. "Darkness" - 3:57

### CD Bônus Austrália
Gravado ao vivo em Astoria, Londres, Inglaterra
1. "Remember"
2. "Bound"
3. "Fear"
4. "Conflict"
5. "Droppin' Plates"

## B-sides
- "Dehumanized" - 3:31
- "Loading The Weapon" - 2:33

## Créditos
- David Draiman - Vocal
- Dan Donegan - Guitarra, teclados
- Fuzz - Baixo
- Mike Wengren - Bateria
- Alison Chesley - Violoncelo